# باربارا کابریتا
باربارا کابریتا (فرانسوی: Barbara Cabrita‎؛ زادهٔ ۹ مهٔ ۱۹۸۲) مدل و هنرپیشه اهل فرانسه است. او از والدین مهاجر پرتغالی در کمون تخپ شهرستان ایولین متولد شد. او در ۱۶ سالگی کار مدل را شروع کرد.